# 時報塔

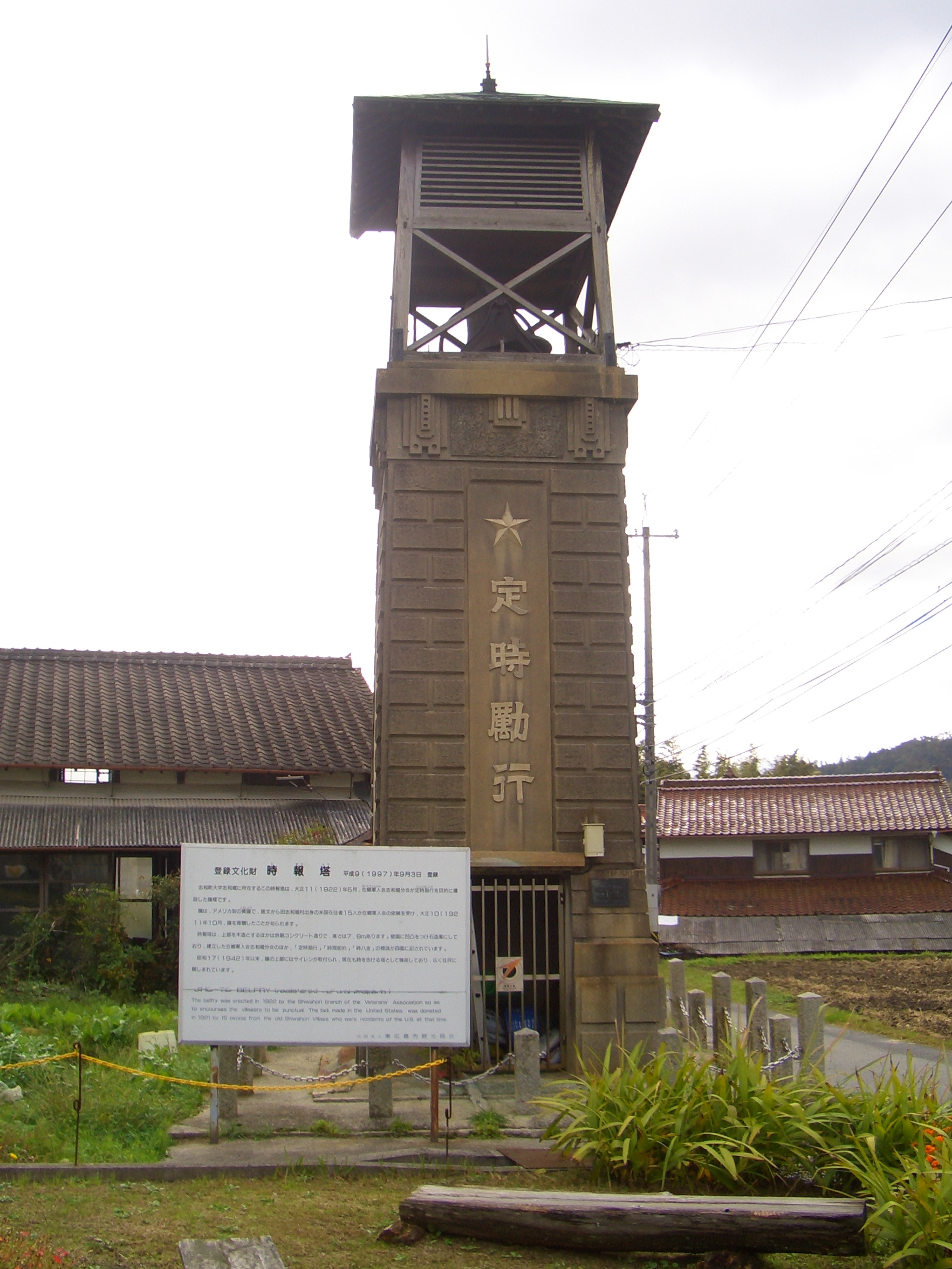
時報塔

時報塔（じほうとう）は、広島県東広島市にある鐘楼。「覚醒の塔」「鐘撞堂」などとも呼ばれる。

## 概要
東広島市志和町志和堀にある。一部木造の鉄筋コンクリート造で高さは7.8m。外壁は凹凸をつけて石造り風になっており、｢時ハ金｣、｢定時勵行｣などの標語が四面に記されている。
上部にはアメリカ製の鐘が懸かっており、そのさらに上にある箱の中にはサイレンが取り付けられている。現在もサイレンは使われており、時を告げる塔としての役割を果たしている。
1997年9月3日、国の登録有形文化財（建造物）に登録された。

## 歴史
定時励行を目的に、在郷軍人会志和堀分会によって建設された。鐘は、在郷軍人会の依頼を受けた旧志和堀村出身のアメリカ在住者15人によって寄贈された。
- 1921年10月 - 鐘が寄贈される。
- 1922年5月 - 建立。
- 1942年 - サイレンが取り付けられ、鐘にとって代わる。
- 1997年9月3日 - 登録有形文化財（建造物）に登録される。
- 2000年 - 解体修理が行われる。

## 交通
- 芸陽バス志和堀バス停より徒歩7分